# ゴラン・ミロイェヴィッチ
ゴラン・ミロイェヴィッチ（セルビア語: Горан Милојевић, ラテン文字転写: Goran Milojević、1964年12月6日 - ）は、セルビア（旧ユーゴスラビア）の元サッカー選手、サッカー指導者。ポジションはミッドフィールダー。

## 経歴
ユーゴスラビア社会主義連邦共和国の構成国であるセルビア社会主義共和国のアランジェロヴァツ出身。選手時代はユーゴスラビア代表として国際Aマッチ2試合に出場経験がある。引退後は指導者に転じた。

## 所属クラブ
- 1982-1988  レッドスター・ベオグラード
- 1988-1990  パルチザン・ベオグラード
- 1990-1991  スタッド・ブレスト29
- 1991-1992  メリダUD
- 1992-1995  RCDマジョルカ
- 1995-1996  セルタ・デ・ビーゴ
- 1996-1997  メリダUD
- 1997-0000  クラブ・アメリカ
- 1998-0000  ビジャレアルCF

## 指導者経歴
- 2001-0000  FKジェレズニク
- 2002-2003  FKルダル・プリェヴリャ
- 2003-2004  FKラドニチュキ・オブレノヴァツ
- 2007-0000  FKスメデレヴォ
- 2008-2009  メリダUD
- 2010-0000  MFKコシツェ
- 2010-0000  CDアトレティコ・バレアレス
- 2010-2011  MFKルジョムベロク
- 2012-0000  FK BSKボルチャ
- 2013-2014  FKムラドスト・ポドゴリツァ
- 2017-0000  エルミス・アラディプ
- 2018-2019  FKモルナル
- 2019-2020  フィリピン代表
- 2020-0000  OFKバチュカ
- 2021-0000  FKインジヤ